# Margaret Travolta
Margaret Travolta (* in Englewood, New Jersey) ist eine US-amerikanische Schauspielerin.

## Leben
Margaret Travolta ist das dritte von sechs Kindern des Ehepaares Salvatore „Sam“ Travolta (1912–1995) und Helen Cecilia Travolta (1912–1978). Ihre Geschwister Ellen, Sam Jr., Ann, Joey und John Travolta schlugen alle Karrieren in der Filmbranche ein.
Sie war ab Mitte der 1990er Jahre in zahlreichen Film- und Fernsehproduktionen zu sehen, mehrheitlich in kleineren Nebenrollen. Wiederholt trat sie an der Seite ihres Bruders John Travolta auf, so in den Filmen Michael, Lucky Numbers, Passwort: Swordfish, Be Cool, Lonely Hearts Killers, Born to be Wild – Saumäßig unterwegs und Old Dogs – Daddy oder Deal.
Mit ihrer Schwester Ellen Travolta veranstaltete sie seit dem Jahr 2013 alljährlich eine Christmas Miracles betitelte Weihnachts-Show in Coeur d’Alene, Idaho.

## Filmografie (Auswahl)
- 1978: If You Loved Me
- 1993: Am Rande der Dunkelheit (In the Company of Darkness, Fernsehfilm)
- 1993: Missing Persons (Fernsehserie, 1 Episode)
- 1995: Die andere Mutter (Losing Isaiah)
- 1995: Während Du schliefst (While You Were Sleeping)
- 1996: Außer Kontrolle (Chain Reaction)
- 1996: Michael
- 1998: Das Mercury Puzzle (Mercury Rising)
- 1998: Amor – Mitten ins Herz (Cupid, Fernsehserie, 1 Episode)
- 1998: Allein gegen die Zukunft (Early Edition, Fernsehserie, 1 Episode)
- 1999: Turks (Fernsehserie, 1 Episode)
- 2000: High Fidelity
- 2000: Lucky Numbers
- 2000: Traffic – Macht des Kartells (Traffic)
- 2001: Passwort: Swordfish (Swordfish)
- 2002: Pumpkin
- 2002: Die Drew Carey Show (The Drew Carey Show, Fernsehserie, 1 Episode)
- 2002: Strong Medicine: Zwei Ärztinnen wie Feuer und Eis (Strong Medicine, Fernsehserie, 1 Episode)
- 2002: Catch Me If You Can
- 2003: National Security
- 2003: Basic – Hinter jeder Lüge eine Wahrheit (Basic)
- 2003: Hangman’s Curse – Der Fluch des Henkers (Hangman’s Curse)
- 2003: New York Cops – NYPD Blue (NYPD Blue, Fernsehserie, 2 Episoden)
- 2003: The Handler (Fernsehserie, 1 Episode)
- 2003: American Dreams (Fernsehserie, 1 Episode)
- 2004: Zeit der Sehnsucht (Days of Our Lives, Fernsehserie, 1 Episode)
- 2005: Be Cool – Jeder ist auf der Suche nach dem nächsten großen Hit (Be Cool)
- 2006: Lonely Hearts Killers (Lonely Hearts)
- 2006: S.H.I.T. – Die Highschool GmbH (Accepted)
- 2007: Emergency Room – Die Notaufnahme (ER, Fernsehserie, 1 Episode)
- 2007: Born to be Wild – Saumäßig unterwegs (Wild Hogs)
- 2007: Ocean’s 13 (Ocean’s Thirteen)
- 2007: Sex and Breakfast
- 2009: Old Dogs – Daddy oder Deal (Old Dogs)
- 2010: How to Make Love to a Woman